# 曼彻斯特 (俄亥俄州)
曼彻斯特是美国俄亥俄州亚当斯县的一座城镇，位于俄亥俄河畔， 2010年美國人口普查时共有2,023人。
曼彻斯特位于曼彻斯特本地学区，亚当斯县图书馆的在曼彻斯特有一座分馆。曼彻斯特有一座警察局，共有三名警察。曼彻斯特火警/营救/紧急服务为曼彻斯特城镇区、曼彻斯特乡镇及斯普里格乡镇服务，共有50名成员，其中三人为全职紧急服务人员。

## 历史
纳撒尼尔·马西于1791年在地图上标记了曼彻斯特。1833年时，这个小镇有一个邮局，三家商店和25间住户。

## 图集

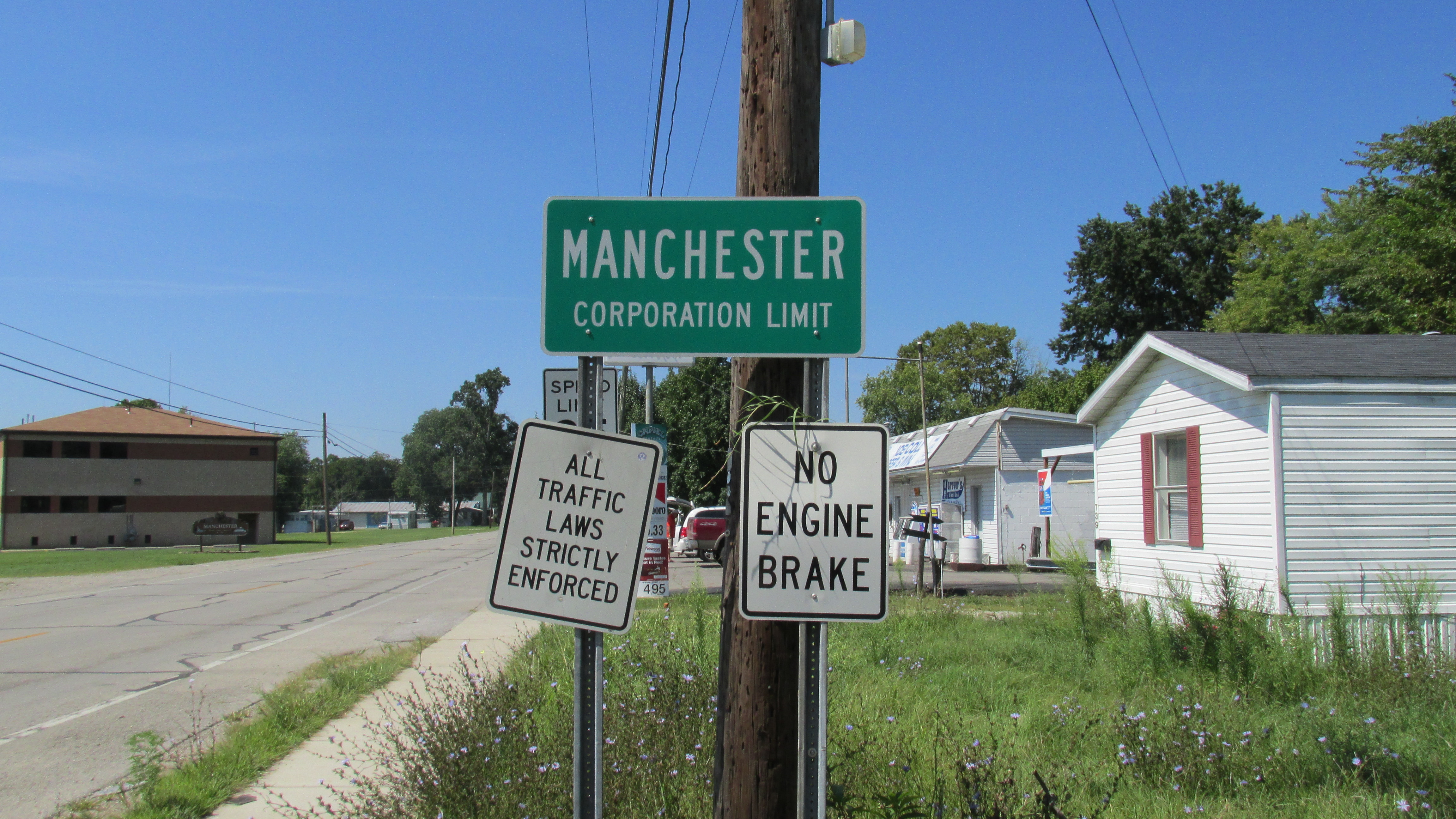
曼彻斯特城镇界牌
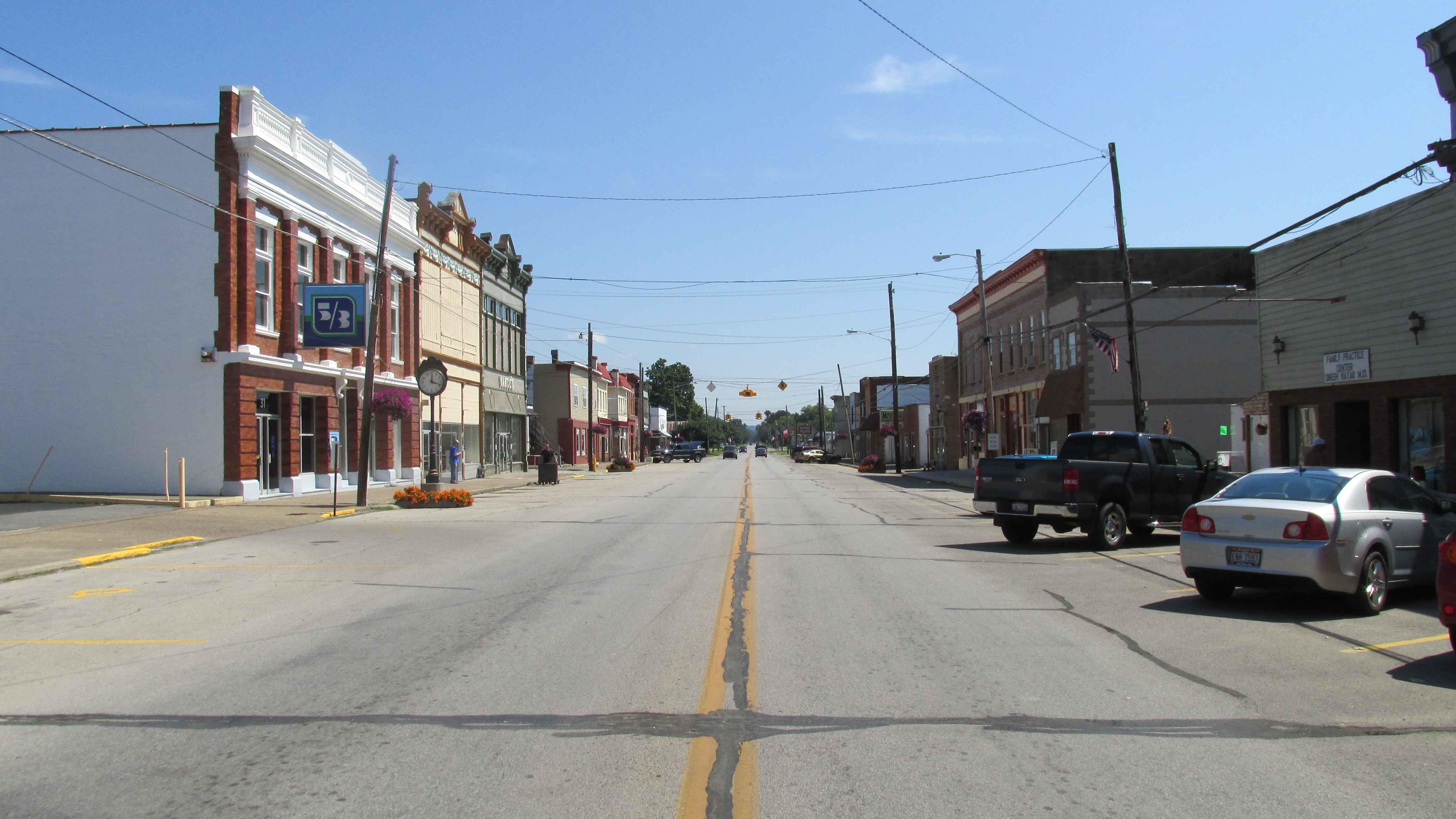
曼彻斯特第二大街（52号美国国道）
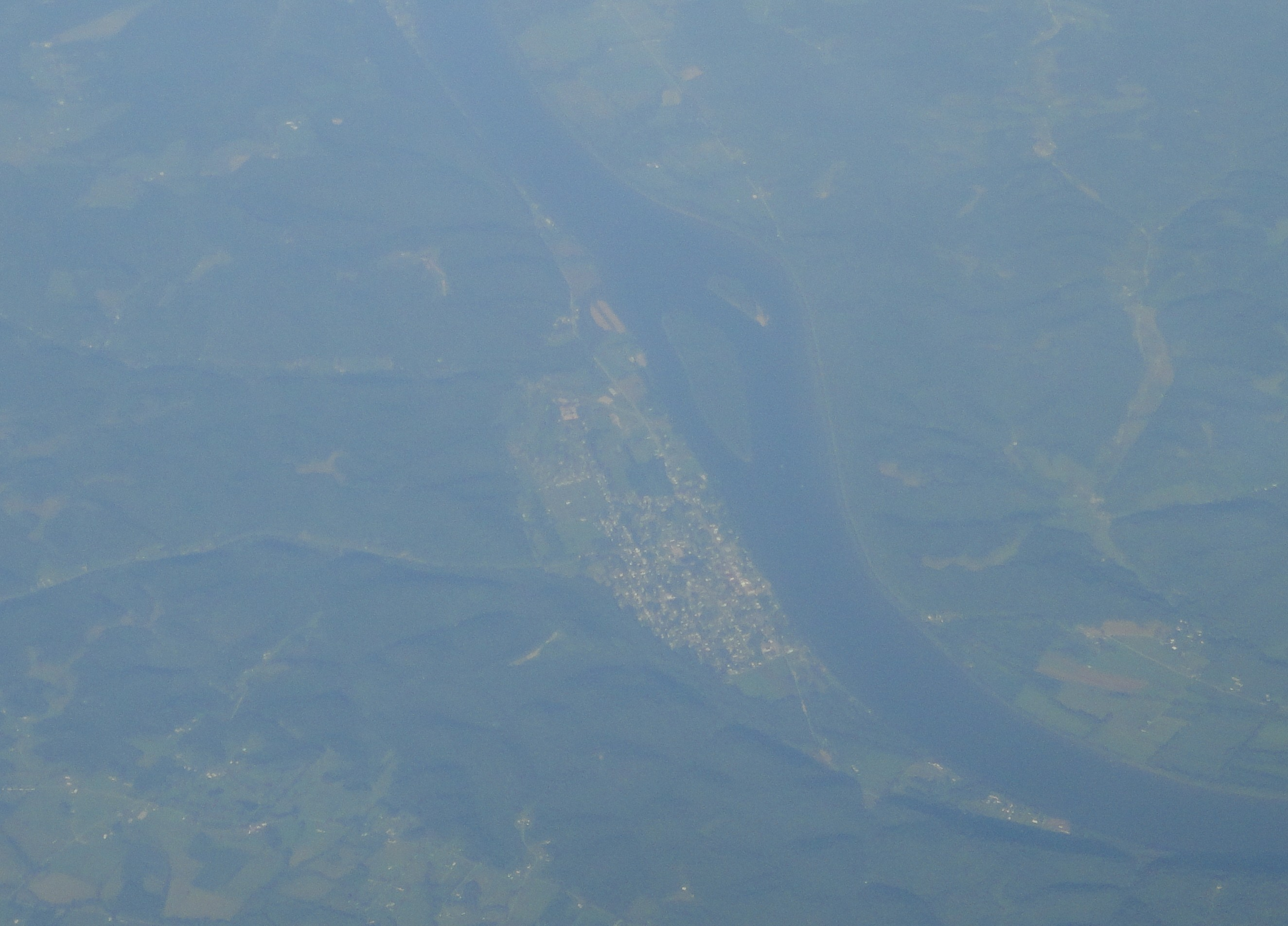
空中俯瞰曼彻斯特

## 地理
曼彻斯特位于38°41′22″N 83°36′33″W / 38.68944°N 83.60917°W (38.689546, -83.609263).
根据美国人口调查局数据，曼彻斯特面积为1.29平方英里（3.3平方），其中陆地面积为1.28平方英里（3.3平方），水域面积为0.01平方英里（0.026平方）。
52号美国国道和136号俄亥俄州道在曼彻斯特相交。曼彻斯特位于辛辛那提与西弗吉尼亚州亨廷顿的中间点。

## 人口

### 2010年人口普查
根据2010年人口普查结果，曼彻斯特共有2,023人，818户和527个家庭。人口密度为1,580.5名居民每平方英里（610.2名居民每平方）。1,032间住房单位密度为806.3每平方英里（311.3每平方）。曼彻斯特总人口的96.2%是白种人，0.2%是非洲裔美国人，0.4%是土著美国人， 0.1%是亚裔，0.7%来自其他种族，还有2.4%是混血。西班牙裔和拉丁美洲裔分别占总人口的1.7%。
曼彻斯特的818户中34.2%有18岁以下的孩子和他们居住，39.4%为已结婚的夫妇，19.2%已婚丧夫的家庭，5.9%为已婚丧妻家庭，还有35.6%户是非家庭。818户中的30.3%由个人组成，14.1%居住着65岁及以上的独居老人。平均每户有2.47人，每个家庭3.05人。
曼彻斯特的年龄中位数为38.1岁，18岁以下的少年儿童及青少年占总人口的26.7%，7.5%的人口居于18岁到24岁之间，26.6%的人口居于25岁到44岁之间，19.8%的人口居于45岁到64岁之间，还有15.5%的人口是65岁以上的老年人。曼彻斯特的人口由48.2%的男性和51.8%的女性组成。

### 2000年人口普查
| 调查年                | 人口  | 备注  | %±    |
| --------------------- | ----- | ----- | ----- |
| 1850                  | 434   |       | —     |
| 1870                  | 942   |       | —     |
| 1880                  | 1,455 |       | 54.5% |
| 1890                  | 1,965 |       | 35.1% |
| 1900                  | 2,003 |       | 1.9%  |
| 1910                  | 1,966 |       | −1.8% |
| 1920                  | 1,824 |       | −7.2% |
| 1930                  | 2,009 |       | 10.1% |
| 1940                  | 2,163 |       | 7.7%  |
| 1950                  | 2,281 |       | 5.5%  |
| 1960                  | 2,172 |       | −4.8% |
| 1970                  | 2,195 |       | 1.1%  |
| 1980                  | 2,313 |       | 5.4%  |
| 1990                  | 2,223 |       | −3.9% |
| 2000                  | 2,043 |       | −8.1% |
| 2010                  | 2,023 |       | −1.0% |
| 2015年估计            | 1,976 | [ 8 ] | −2.3% |
| U.S. Decennial Census |       |       |       |

根据2000年人口普查结果，曼彻斯特共有2,043人，882户和555个家庭。人口密度为1,894.5名居民每平方英里（731.5名居民每平方）。1,027间住房单位密度为952.4每平方英里（367.7每平方）。曼彻斯特总人口的97.50%是白种人，0.15%是非洲裔美国人，0.44%是土著， 0.24%是亚裔，0.05%来自其他种族，还有1.62%是混血。西班牙裔和拉丁美洲裔分别占总人口的0.34%。
曼彻斯特的882户中29.0%有18岁以下的孩子和他们居住，42.0%为已结婚的夫妇，15.3%已婚丧夫的家庭，还有37.0%户是非家庭。818户中的33.3%由个人组成，18.8%居住着65岁及以上的独居老人。平均每户有2.32人，每个家庭2.92人。
曼彻斯特的年龄中位数为37岁，18岁以下的少年儿童及青少年占总人口的25.0%，9.5%的人口居于18岁到24岁之间，27.6%的人口居于25岁到44岁之间，21.1%的人口居于45岁到64岁之间，还有16.7%的人口是65岁以上的老年人。平均每100名女性对应89.2名男性。18岁以上的每100名女性对应85.1名男性。
曼彻斯特城市住户年收入中位数为23,140美元，家庭年收入中位数为28,641美元。男性年收入中位数为29,539美元，女性则是20,179美元。全市人均年收入为13,535美元。大约19.1%的家庭和23.3%的人口低于贫困线，这其中的29.7%未满18岁，23.3%则已65岁及以上。

## 知名人物
- 唐纳德·胡布勒：二战期间效力于美国陆军第506步兵团E连
- 杰克·劳什，（1942年-），NASCAR车队Roush Fenway Racing的创始人和共同拥有者。
- 威廉姆斯·斯特朗：前紐約市市長
- 道格·怀特 - 共和党政治人物 ，前俄亥俄州参议院议长

## 脚注
1. ↑  在俄亥俄州，人口在五千人以下的城市称为Village，与其他地方的Village意思不同，故译为城镇而非乡村。.   [2007-09-12]. （原始内容存档于2011-07-18）.